# Vyšné Valice
Vyšné Valice és un poble i municipi d'Eslovàquia. Es troba a la regió de Banská Bystrica.

## Història
La primera menció escrita de la vila es remunta al 1332.

## Demografia
| Godina             | 1994 | 2004    | 2014    | 2024    |
| ------------------ | ---- | ------- | ------- | ------- |
| Nombre de persones | 199  | 322     | 287     | 255     |
| Diferència         |      | +61,80% | −10,86% | −11,14% |

| Godina             | 2023 | 2024   |
| ------------------ | ---- | ------ |
| Nombre de persones | 259  | 255    |
| Diferència         |      | −1,54% |